# Julian Gierowski
Julian Gierowskyj, ukr. Юлиан Михайлович Геровский, pol. Julian Gierowski (ur. 26 maja 1838 w Porsznej – zm. 25 stycznia 1910 w Waszkowcach) – ukraiński prawnik, urzędnik skarbowy i adwokat, działacz społeczny i poseł do austriackiej Rady Państwa.

## Życiorys
Ukończył studia na wydziale prawa Uniwersytetu Lwowskiego, studia uzupełniał w Wiedniu, gdzie otrzymał tytuł doktora praw (1873). Po powrocie do Galicji pracował w administracji skarbowej. Był kolejno praktykantem konceptowym (1868–1869), koncypientem (1870–1874) i adiunktem (1875–1894) w Prokuratorii Skarbu Państwa we Lwowie – w latach 1888–1894 oddelegowanym do Prokuratorii Skarbu Państwa w Innsbrucku w Tyrolu. W 1895 przeszedł w stan spoczynku. Następnie prowadził kancelarię adwokacką w Czerniowcach (1895–1910) i Waszkowcach (1900–1910) na Bukowinie.
Politycznie związany z ruchem staroruskim, był przez długi czas w latach 70. XIX wieku prezesem Towarzystwa "Narodny Dom" we Lwowie. Członek Towarzystwa im. Mychajła Kaczkowskiego. Poseł do austriackiej Rady Państwa V kadencji (4 listopada 1873 – 22 maja 1879), wybranym w kurii IV (gmin wiejskich) w okręgu wyborczym nr 20 (Złoczów-Zborów-Olesko-Przemyślany-Gliniany). W parlamencie należał do Klubu Ruskiego (Ruthenenklub).

## Rodzina i życie prywatne
Urodzony w rodzinie greckokatolickiego duchownego Michała (Mychajła) proboszcza parafii w Porsznej, w pow. lwowskim. Ożenił się z Aleksją z Dobrianskich, miał z nią dwie córki i dwóch synów. Zięć Adolfa Dobrianskiego (1817-1901) – znanego polityka staroruskiego.